# Campolongo sul Brenta
Pour les localités ayant un nom similaire, voir Campolongo.
Campolongo sul Brenta est une ancienne commune italienne située dans la province de Vicence en région Vénétie. Depuis le 30 janvier 2019, elle fait partie de la commune de Valbrenta.

## Administration
| Période                                  | Période | Identité | Étiquette | Qualité |
| ---------------------------------------- | ------- | -------- | --------- | ------- |
|                                          |         |          |           |         |
| Les données manquantes sont à compléter. |         |          |           |         |